# STS–101
Az STS–101 jelű küldetés az amerikai űrrepülőgép-program 98., a Atlantis űrrepülőgép 21. repülése.

## Küldetés
Az első Space Shuttle, amelyik üveg pilótafülkével lett felszerelve.

## Jellemzői
A küldetés legfőbb feladata a szükségszerű karbantartási, javítási feladatok elvégzése.

## Első nap
2000. május 19-én a szilárd hajtóanyagú gyorsítórakéták, Solid Rocket Booster(SRB) segítségével Floridából, a Cape Canaveral (KSC) Kennedy Űrközpontból, a LC39–A (LC–Launch Complex) jelű indítóállványról emelkedett a magasba. Az orbitális pályája 91,04 perces, 51,5 fokos hajlásszögű, elliptikus pálya perigeuma 319 kilométer, az apogeuma 332 kilométer volt. Felszálló tömeg indításkor 112 344 kilogramm, leszálló tömeg 100 369 kilogramm. Szállított hasznos teher 1801 kilogramm.
A földi ellenőrzés során megállapították, hogy az űrrepülőgép katasztrófa hajszálon múlott. Több sérült tűzálló kerámiát regisztráltak, jelezve a tűz áthatolásának lehetőségét.

## Hasznos teher
SpaceHab rakomány szállító raklapon elhelyezett eszközök biztosították az ISS javítási, karbantartási munkáit. Dokkolást követően biztonsági ellenőrzés történt (levegő, szivárgás). A tartózkodás alatt ventilátorokat, légszűrőket, vezetékeket, a Zarja modul füstérzékelőinek,  tűzoltó készülékeinek, akkumulátorainak cseréje történt. Cserélték a rádiós távmérő egység memóriáját, egy kommunikációs antennát, a rádiófrekvenciás áramelosztót. Elrakták a szállított logisztikai anyagokat (víz, élelmiszer, ruházat, egészségügyi anyagok, kísérleti anyagok és eszközök, videókazetták, személyes tárgyak).

### Űrséták
(zárójelben a dátum és az időtartam)
- EVA 1: Voss és Williams (2000. május 22., 6 óra 44 perc)

## Kilencedik nap
2000. május 29-én a Kennedy Űrközponton (KSC), kiinduló bázisán szállt le. Összesen 9 napot, 21 órát, 10 percet és 10 másodpercet töltött a világűrben. 6 600 000 kilométert (4 100 000 mérföldet) repült, 155 alkalommal kerülte meg a Földet.

## Személyzet
(zárójelben a repülések száma az STS–101 küldetéssel együtt)
- James Donald Halsell (5) parancsnok
- Scott Jay Horowitz (3), pilóta
- Mary Ellen Weber (2), küldetésfelelős
- Jeffrey Williams (1), küldetésfelelős
- James Shelton Voss (4), küldetésfelelős
- Susan Helms (4), küldetésfelelős
- Jurij Vlagyimirovics Uszacsov (3), küldetésfelelős

### Visszatérő személyzet
- James Donald Halsell (5) parancsnok
- Scott Jay Horowitz (3), pilóta
- Mary Ellen Weber (2), küldetésfelelős
- Jeffrey Williams (1), küldetésfelelős
- James Shelton Voss (4), küldetésfelelős
- Susan Helms (4), küldetésfelelős
- Jurij Vlagyimirovics Uszacsov (3), küldetésfelelős